# Gonioscelis ventralis
Gonioscelis ventralis är en tvåvingeart som beskrevs av Ignaz Rudolph Schiner 1867. Gonioscelis ventralis ingår i släktet Gonioscelis och familjen rovflugor. Inga underarter finns listade i Catalogue of Life.